# Juban
Juban es un municipio filipino de cuarta clase, perteneciente a la provincia de Sorsogón, en la región de Bicolandia.

## Historia
Hacia mediados del siglo XIX, el lugar, por entonces perteneciente a la provincia de Albáy, tenía contabilizada una población de 1879 habitantes, repartidos en 408 casas. Aparece descrito en el segundo volumen del Diccionario geográfico, estadístico, histórico de las Islas Filipinas (1851) de Manuel Buzeta Núñez y Felipe Bravo con las siguientes palabras:

JUBAN: pueblo con cura y gobernadorcillo, en la isla de Luzon, prov. de Albay, dióc. de Nueva-Cáceres; sit. en los 127° 39' 30" long., 12° 53' 20" lat., á la orilla der. de la boca de un rio, en la csota S. del puerto de Sorsogon, en terreno llano, ventilado, y clima templado y saludable. Tiene como unas 408 casas, en general de sencilla construccion, distinguiéndose la parroquial y la llamada tribunal, donde está la cárcel. Hay escuela de primeras letras para ambos sexos muy concurrida, dotada de los fondos de comunidad; é igl. parr. de mediana arquitectura, servida por un cura secular. A corta distancia de esta se halla el cementerio en buena situacion. Comunícase este pueblo cno sus limitrofes por medio de caminos regulares, y recibe de Albay, cab. de la prov., el correo semanal establecido en la isla. Confina el term. por N. con el puerto de Sorsogon; por S. se estiende al monte de Bulusan (á ½ leg.); por E. con el de Casiguran (á ½ leg.); y por O. con el mar. El terreno en general es montuoso y se halla regado por varios rios que lo fertilizan. Se encuentran en su jurisd. bosques donde se cria toda clase de maderas de construccion y ebanistería, caza mayor y menor, y cera y miel. En estos montes se hacen grandes roturaciones que se destinan al cultivo del abacá; en los llanos y playas se hacen buenas sementeras de arroz. Tambien se cultiva abundante ajonjoli, bastante caña dulce, maiz, cocos, mongos, buri y añil, siendo ademas el terreno muy á propósito para el café, la pimienta y todas aquellas producciones que son propias de estas feracísimas islas. ind.: la principal es la agricultura y el beneficio de sus productos, la fabricacion de algunas telas llamadas sinamays, esteras ó petates finos de palma, la elaboracion del ajonjoli etc., y especialmente la caza y la pesca. com.: esportacion de sus productos naturales, agrícolas y fabriles, siendo sus principales artículos la cera y la miel que se recogen en los montes, el abacá en rama y tejido, ó sean los mencionados sinamays, las esterillas de palma, el aceite y algo de cacao, todo lo cual se lleva al mercado de Manila. pobl. 1,879 alm., 502 ½ trib., que ascienden á 5,025 rs. plata, equivalentes á 12,562 ½ rs. vn.
(Buzeta y Bravo, 1851, pp. 130-131)

En 2020, tenía censados 35 297 habitantes.